# Cytherea adumbrata
Cytherea adumbrata är en tvåvingeart som beskrevs av Paramonov 1930. Cytherea adumbrata ingår i släktet Cytherea och familjen svävflugor. Inga underarter finns listade i Catalogue of Life.